# Язиков Станіслав Вікторович
Станіслав Вікторович Язиков (рос. Станислав Викторович Языков; 3 січня 1981, м. Усть-Каменогорськ, СРСР) — російський хокеїст, захисник.
Вихованець хокейної школи «Торпедо» (Усть-Каменогорськ). Виступав за: ЦСК ВВС (Самара), «Сибір» (Новосибірськ), СКА (Санкт-Петербург), ЦСКА (Москва), «Енергія» (Кемерово), «Мотор» (Барнаул), «Молот-Прикам'я» (Перм), «Автомобіліст» (Єкатеринбург), «Газовик» (Тюмень), «Торос» (Нефтекамськ), Прогрес (Глазов), «Казцинк-Торпедо», «Сокіл» (Красноярськ), «Кристал» (Саратов), «Зауралля» (Курган).